# Eduard Kozynkevych
Eduard Teodorovych Kozynkevych (en ucraniano: Едуард Теодорович Козинкевич, en ruso: Эдуард Теодорович Козинкевич; 23 de mayo de 1949-16 de noviembre de 1994) fue un futbolista y entrenador soviético y ucraniano. Jugó como delantero, principalmente en el SKA Lviv, y fue internacional con la Unión Soviética.

## Selección nacional
Kozynkevych fue internacional en seis ocasiones con el equipo de fútbol nacional de URSS, y participó en la UEFA Euro 1972. En el torneo el equipo soviético se proclamó subcampeón y Kozynkevych disputó la final contra Alemania Occidental entrando como sustituto en la segunda parte.

## Fallecimiento
El 15 de noviembre de 1994 Kozynkevych no había regresado a casa a tiempo, por lo que su esposa Oksana contactó con Bogdan Greschakom, compañero de Kozynkevych en el SKA. Ambos encontraron a Eduard en el garaje, muertos tras el volante. La versión oficial fue intoxicación por monóxido de carbono, pero el motor no funcionaba y Kozynkevych estaba herido en sus manos y la cabeza, por lo que murió en extrañas circunstancias.